# Список послов России в Саксонии
В статье представлен список послов России в Саксонии.

## Хронология дипломатических отношений
- 1744—1758 гг. — российские посланники в Речи Посполитой одновременно работали в Саксонии без отдельной аккредитации.
- 1763 г. — открыта российская миссия в Дрездене.
- 19 июля 1914 г. — дипломатические отношения разорваны после объявления Германией войны России.

## Список послов
| Срок полномочий                   | Посол                                         | Годы жизни | Комментарии                                          |
| --------------------------------- | --------------------------------------------- | ---------- | ---------------------------------------------------- |
| Сентябрь 1744 — 1748              | Михаил Петрович Бестужев-Рюмин                | 1688—1760  | Посланник                                            |
| 1748 — 1752                       | Герман Карл Кейзерлинг                        | 1696—1764  | Посланник                                            |
| 1752 — 1758                       | Алексей Леонтьевич Гросс                      | 1714—1765  | Посланник                                            |
| 1764 — 1766                       | Сергей Васильевич Салтыков                    | 1722—1784  | Посланник                                            |
| 4 февраля 1766 — 28 января 1776   | Андрей Михайлович Белосельский                | 1735—1776  | Посланник                                            |
| 1779 — 1789                       | Александр Михайлович Белосельский-Белозерский | 1752—1809  | Посланник                                            |
| 1789 — 1799                       | Иван Иванович Местмахер                       | 1733—1805  | Посланник                                            |
| 1799                              | Александр Александрович Бибиков               | 1765—1822  | Посланник                                            |
| 6 января 1800 — 3 июля 1802       | Николай Николаевич Бюцов                      | 1750—1823  | Поверенный в делах                                   |
| 3 июля 1802 — 27 апреля 1815      | Василий Васильевич Ханыков                    | 1759—1829  | Посланник                                            |
| 26 апреля 1816 — 22 января 1817   | Людвиг Карлович Криденер                      | 1772—1845  | Поверенный в делах                                   |
| 22 января 1817 — 9 мая 1829       | Василий Васильевич Ханыков                    | 1759—1829  | Посланник                                            |
| 9 мая 1829 — 18 августа 1857      | Андрей Андреевич Шредер                       | 1780—1858  | Посланник                                            |
| 16 декабря 1857 — 1 марта 1858    | Иван Осипович Велио                           | 1830—1899  | И. д. поверенного в делах                            |
| 1 февраля 1858 — 15 февраля 1860  | Александр Никитич Волконский                  | 1811—1878  | Посланник                                            |
| 15 февраля 1860 — 14 ноября 1864  | Николай Александрович Кокошкин                | 1792—1873  | Посланник                                            |
| 1865                              | Василий Евстафьевич Коцебу                    | 1813—1887  | Поверенный в делах                                   |
| 30 августа 1865 — 13 декабря 1869 | Андрей Дмитриевич Блудов                      | 1817—1887  | Посланник                                            |
| 13 декабря 1869 — 10 мая 1878     | Василий Евстафьевич Коцебу                    | 1813—1887  | Посланник                                            |
| 10 мая 1878 — 13 января 1879      | Михаил Александрович Горчаков                 | 1839—1897  | Посланник                                            |
| 13 января 1879 — 13 июля 1882     | Александр Иванович Нелидов                    | 1835—1910  | Посланник                                            |
| 27 января 1883 — 8 февраля 1897   | Александр Михайлович Менгден                  | 1819—1903  | Министр-резидент                                     |
| 8 февраля 1897 — 1906             | Александр Егорович Врангель                   | 1833—1915  | Министр-резидент до 21 февраля 1898, затем посланник |
| 1906 — 19 июля 1914               | Арист Владимирович Вольф                      | 1858—1924  | Посланник до 1908, затем министр-резидент            |